# Epinianá
Epinianá är en ort i Grekland.   Den ligger i prefekturen Nomós Evrytanías och regionen Grekiska fastlandet, i den centrala delen av landet, 220 km nordväst om huvudstaden Aten. Epinianá ligger 946 meter över havet och antalet invånare är 683.
Terrängen runt Epinianá är bergig åt nordväst, men åt sydost är den kuperad. Runt Epinianá är det mycket glesbefolkat, med 5 invånare per kvadratkilometer. Närmaste större samhälle är Ágrafa, 3,2 km öster om Epinianá. I omgivningarna runt Epinianá växer i huvudsak blandskog.